# 鲁佩托·埃雷拉
鲁佩托·埃雷拉·塔维奥（西班牙語：Ruperto Herrera Tabio，1949年12月6日—），古巴男子篮球运动员。他曾代表古巴参加1968年、1972年、1976年和1980年夏季奥林匹克运动会篮球比赛，其中1972年奥运会获得一枚铜牌。